# ロングヘアード・ウィペット
ロングヘアード・ウィペット（英：Longhaired Whippet）は、アメリカ合衆国のマサチューセッツ州で作出された、長毛のウィペットである。愛称としてシルケン・ウィンドスプライト（英：Silken Windsprite）と呼ばれることもある。
1980年代にアメリカのブリーダー、ウォルター・ウィーラーによって作出された新しい犬種である。美しさと愛らしさ、そして身体能力の高さを兼ね備えた犬種を作り出すため、長毛の劣性遺伝子を持つウィペットをかけあわせる事により作られたとされる。しかし、ウィペットのブリーダーからは作出を強く反対された。2015年現在、主要な畜犬団体の公認は受けていない。なお、愛称に含まれるウィンドスプライトとは、ウィーラーの犬舎の名前である。
ウィンドスプライト犬舎の長毛のウィペットは、ボルゾイのブリーダーであるテキサス州のフランシー・スタールの目にとまり、ボルゾイとの交配からはシルケン・ウインドハウンドという別の犬種が作出されている。
滑らかな被毛と飾り毛を持つことを除いては、ウィペットと基本的な特徴は同じである。折れ耳（ローズ耳）・サーベル形の垂れ尾、背はウィペットと同じく流線型で脚が長く、スリムなボディである。目は黒くて大きく、円らである。これから発展したシルケン・ウインドハウンドと比べると、繊細な可愛らしさを持っている。毛色に制限は無いが、ホワイト地に一色の斑があるものが好まれている。性格は優しく穏やかである。体高46～56cm、体重13～14kgの中型犬。